# Контрольно-технический пункт
КТП (контрольно-технический пункт) — пункт учета, осмотра, контроля выезжающих за охраняемую территорию и возвращающихся на нее автомобилей. Предназначен для пропуска или выпуска машин из автопарка с последующей их регистрацией пробега, расхода топлива, маршрута.
На КТП ответственное лицо (вахтер, дежурный, начальник КТП) проверяет у водителя наличие удостоверения на право управления транспортным средством, отсутствие не заявленного (запрещенного) груза или неучтенных пассажиров, путевые листы и другую документацию. При обнаружении отклонений транспортное средство задерживается, делается запись в вахтенном журнале с докладом вышестоящему начальнику.
Контрольно-технический пункт организуется при машинных дворах, гаражах, автотранспортных предприятиях и других местах хранения техники.
Пункт может оснащаться смотровой ямой, шлагбаумом или въездными воротами, тестовой площадкой.